# Adalbert Stifter
Adalbert Stifter (rojstno ime Albert Stifter), avstrijski pisatelj, slikar in učitelj, * 23. oktober 1805, Oberplan, Češka, † 28. januar, 1868, Linz.

## Življenje
Adalbert Stifter se je rodil 23. oktobra leta 1805 v Oberplanu na Vltavi (Böhmerwald) (danes Horní Planá/Češka) s prvotnim imenom Albert, kot najstarejši sin tkalca lanu ter kasneje trgovca s prejo Johanna Stifterja in njegove žene Magdalene. Očeta je izgubil v delovni nesreči leta 1817, ko se je nanj prevrnil vagon z lanom. Do leta 1818, ko ga je Franz Friepes (dedek po materini strani) poslal v latinsko šolo, je Stifter, ki je odraščal pri materi, delal predvsem na posestvu dedka po očetovi strani – Augustina Stifterja, da bi izboljšal skope življenjske razmere. Mati se je leta 1820 poročila s pekovskim mojstrom Ferdinandom Mayerjem. Leta 1825 je zbolel za črnimi kozami.
Do leta 1826 je Adalbert Stifter obiskoval benediktinsko latinsko šolo v Kremsmünstru. V času bivanja v Kremsmünstru, ki ga je kasneje opisal kot najlepši čas svojega življenja, je spoznal temelje za raziskovanje narave, literature in umetnosti.
Na študij prava na Dunaju se je vpisal leta 1826 in že pri prvih izpitih dosegal dobre rezultate. Študij si je financiral z zasebnim poukom, ko je poučeval kot domači učitelj. Inštruiral pa je tudi že med časom šolanja v Kremsmünstru. Med študijem leta 1827 so nastali prvi pesniški poizkusi, na katere so imeli vpliv Goethe, Herder in Jean Paul. V tem času se je nesrečno zaljubil v Fanny Greipl ter vedno bolj dvomil o sebi ter utapljal skrbi v alkoholu. Nesrečna zveza s Fanny pa je slabšala rezultate tudi na Univerzi, kjer je leta 1830 študij prekinil.
Okrog leta 1829/30 je nastalo Stifterjevo prvo prozno delo Julius – nedokončana pripoved, v kateri je še vedno čutiti vplive vzornika Jeana Paula. Leta 1832 in 1833 je neuspešno iskal delo kot učitelj. Februarja leta 1833 je Fanny prekinila neuspešno razmerje in kmalu zatem je Stifter spoznal modistko Amalijo Mohaupt (1811–1883), ki so jo njegovi znanci opisali kot intelektualno podrejeno. V pismu, ki je bil namenjen Fanny, se je pokesal, vendar Fanny ni spremenila svojega mnenja, zato je 20. avgusta leta 1835 obljubil zakon Amalie. Okrog leta 1834/35 je nastalo delo Kondor (nem. Der Condor), ki pa ga je uspel objaviti šele leta 1840.
Fanny se je leta 1836 poročila s finančnim uradnikom Fleischandlerjem, Stifter pa leto kasneje, 15. novembra 1837, z Amalio in na ta način poizkušal ponovno vzpostaviti notranji mir v svojem življenju. Zaradi zapravljive Amalie so bile materialne skrbi vedno večje, kar dokazujeta tudi rubeža leta 1837 in 1841. Okrog leta 1836/37 je nastalo delo Poljske cvetlice (nem. Feldblumen), ki je bilo objavljeno leta 1841.
Pred poroko je leta 1837 zaprosil za delovno mesto v gozdarski šoli v samostanu Mariabrunn v okolici Dunaja. Leta 1839 so nastale prve pomembne slike kot npr. Pogled na predmestje Dunaja (nem. Blick auf Wiener Vorstadthäuser), Pogled v ulico Beatrix (nem. Blick in die Beatrixgasse) ter Razvaline gradu Wittinghausen (nem. Ruine Wittinghausen). Istega leta je umrla tudi Fanny. Leto kasneje se je v časopisu Wiener Zeitschrift für Kunst, Literatur, Theater und Mode (Dunajskem časopisu za umetnost, literaturo, gledališče in modo) pojavilo delo Kondor, ki je bilo sprejeto z navdušenjem. Leta 1841 je sledila še pripoved Poljske cvetlice v almanahu Iris.
Po letu 1841 je zopet deloval kot domači učitelj in med letoma 1843 in 1846 poučeval Richarda von Metternicha, takratnega sina avstrijskega predsednika vlade. Budimpeški založnik Gustav Heckenast, ki je izdal tudi delo Kondor, je začel podpirati Stifterja in izdal zbornik Dunaj in Dunajčani (nem. Wien und die Wiener) in leta 1842 objavil pripoved Visoki gozd (nem. Der Hochwald ) v almanahu Iris.
Sledila so nekatera publicistična dela, leta 1842 pa je Stifterju uspel literarni preboj z delom Pripoved o judu Abdiasu, ki mu je prinesla vse večjo materialno neodvisnost. Do leta 1844 so sledila dela Brigita (nem. Brigitta), Stari pečat (nem. Das alte Siegel), Stari samec (nem. Der Hagestolz) in Gozdna pot (nem. Der Waldsteig). Leta 1843 je predelal svoje prve pripovedi in že leto kasneje je pisateljsko aktiven svoje zbrane pripovedi objavil v prvih knjigah z naslovom Študije (nem. Studien). Medtem ko so prve knjige dobile priznanje, pa z zadnjima dvema izdanima zvezkoma Študij Stifter ni požel uspeha. Tudi dramatik Friedrich Hebbel je ostro kritiziral dela novinca.
Nemiri revolucije leta 1848 so Stifterja, ki je podpiral revolucionarno gibanje, bil je »najnaprednejši« liberalec in je deloval kot elektor parlamenta, pripeljali do tega, da je zapustil Dunaj in se preselil v Linz. Leta 1849 je v Linzu objavil pripoved Deželna šola (nem. Die Landschule), s katero je pozitivno ocenil delo podeželjskih učiteljev. Stifter je bil nesrečen zaradi vedno večjih finančnih skrbi in bil sprva začasno ter nato leta 1853 dokončno imenovan za šolskega svetnika.
Stifter je zakon z Amalie opisal kot srečen, čeprav je bila Amalie manj izobražena. Celo življenje ga je negovala, oskrbovala in varovala. Vendar pa je par obremenjevalo dejstvo, da nista imela otrok. Kasneje sta medse sprejela Amaliino nečakinjo, rejenko Juliane. Ta pa je večkrat pobegnila od doma. Potem ko je pozimi leta 1859 za več dni izginila, so njeno truplo našli v Donavi. Ali je bil vzrok za smrt nesreča ali pa se je dekle želelo ubiti, ostaja nepojasnjeno. Ta udarec usode je Stifterja zelo prizadel.
Stifterjevo zdravstveno stanje se je konec leta 1850 zelo poslabšalo. Večkrat se je odpravil v zdravilišče zdraviti obolenje živcev. Zavleklo se je pisanje zgodovinskega romana Junak Witiko (nem. Witiko) in na žalost svojega založnika Gustava Heckenasta tudi izdaja. Na koncu ni bil več zmožen opravljati svojih dolžnosti. Po posredovanju svojega mecena se je Stifter z nazivom dvornega svetnika upokojil. Zaradi vedno večjih težav in trpljenja, imel je namreč cirozo jeter, si je Stifter 26. januarja 1868 v bolniški postelji z britvico prerezal vratno arterijo in dva dni zatem umrl. V mrliškem listu je bilo diskretno zamolčano, da si je sodil sam. Na pokopališču svete Barbare v Linzu je Adalbert Stifter našel kraj zadnjega počitka. Posmrtna maska, ki stoji poleg, je delo Josefa Rintija.

## Dela
- Julius (Julius, 1830)
- Kondor (Der Condor, 1840)
- Poljske cvetlice (Feldblumen, 1841)
- Stari pečat (Das alte Siegel, 1844)
- Norost gradu (Die Narrenburg, 1844)
- Študije (Studien, 6 zvezkov – 1844/1847/1850)
- Visoki gozd (Der Hochwald, 1841)
- Pripoved o judu Abdiasu (Abdias, 1842)
- Brigita (Brigitta, 1844)
- Stari samec (Der Hagestolz, 1845)
- Junak Witiko (Witiko, 3 knjige – 1865–1867)

### Slike
- Razvaline gradu Wittinghausen (nem. Ruine Wittinghausen, muzej na Dunaju, Schubertova rojstna hiša) okoli leta 1833–35
- Jezero Königssee in gora Watzmann (nem. Der Königssee mit dem Watzmann, Dunaj, Avstrijska galerija), 1837, olje na platno, 36 x 45 cm

## Priznanja
Po Stifterju so poimenovali nekaj skupnih projektov na mejnem področju med kulturo nemškega in češkega govornega področja.
- Tako je njegov domači kraj leta 2003 odprl Center Adalberta Stifterja (Adalbert-Stifter-Zentrum). V tem centru za srečevanje in študiranje naj bi se še bolj združila kulturna vez med Avstrijo, Češko ter Nemčijo.
- Stifterjeva nagrada je nagrada za kulturo in literaturo na območju Zgornje Avstrije.

## Izbrana literatura
- Wikisource: Adalbert Stifter – viri in vsa besedila
- Hannah Arendt: Great Friend of Reality: A. S. (engl.) in: dies., Reflections on Literature and Culture SUP Stanford, Calif. 2007 ISBN 978-0804744997 S. 110 - 114 (§ 12) - über „Bergkristall“. Ebenfalls in: H.A. Von den Dichtern erwarten wir Wahrheit Hg. Barbara Hahn u.a., Matthes & Seitz 2007 ISBN 3882219211 S. 221 - 224 (engl.)
- Peter Becher: Adalbert Stifter. Sehnsucht nach Harmonie. Eine Biografie. Friedrich Pustet, Regensburg 2005 ISBN 3-7917-1950-5 (Der Autor ist Geschäftsführer des Adalbert Stifter Vereins in München)

## Filmi
- Rez v grlo ali vstajenje Adalberta Stifterja (Der Schnitt durch die Kehle oder Die Auferstehung des Adalbert Stifter), Avstrija 2004, dokumentarni film Kurta Palma
- Brigita (Brigitta): scenarij in režija: Dagmar Knöpfl, Nemčija 1993/94, s Karlom Achleitnerjem in Tamasom Jordanom v glavnih vlogah